# Eitelsbach (Ruwer)
Der Eitelsbach ist ein rechter Zufluss der Ruwer beim Trierer Stadtbezirk Eitelsbach in Rheinland-Pfalz, Deutschland.
Er entspringt auf etwa 263 Meter über NN, hat eine Länge von etwas über 2 Kilometern und mündet auf etwa 131 Meter über NHN in die Ruwer.